# Onthophagus evanidus
Onthophagus evanidus là một loài bọ cánh cứng trong họ Bọ hung (Scarabaeidae).